# Chaungtha jezik
Chaungtha jezik (ISO 639-3: ccq), južnoburmanski jezik šire lolo-burmanske skupine tibetsko-burmanskih jezika, kojim govori oko 122 000 ljudi (1983) u Burmi. Srodan je burmanskom i piše se burmanskim pismom.
Naziv etničke grupe označava 'narod iz doline' (='People of the valley')

## Vanjske poveznice
- Ethnologue (14th)
- Ethnologue (15th)